# Bernard Martin
Bernard Martin (* 19. Februar 1943) ist ein ehemaliger französischer Sprinter, der sich auf den 400-Meter-Lauf spezialisiert hatte.

## Leben und Karriere
In der 4-mal-400-Meter-Staffel wurde er bei den Europameisterschaften 1962 in Belgrad Sechster und bei den Olympischen Spielen 1964 in Tokio Achter.
1966 erreichte er bei den Europameisterschaften in Budapest über 400 Meter das Halbfinale.
Seine persönliche Bestzeit von 46,9 s stellte er am 28. Juli 1968 in Colombes auf.